# Liste der Monuments historiques in Rimons
Die Liste der Monuments historiques in Rimons führt die Monuments historiques in der französischen Gemeinde Rimons auf.

## Liste der Bauwerke
| Bezeichnung       | Beschreibung              | Standort | Kennzeichnung | Schutzstatus | Datum | Bild |
| ----------------- | ------------------------- | -------- | ------------- | ------------ | ----- | ---- |
| Kirche St-Hilaire | Erbaut im 12. Jahrhundert | (Lage)   | PA00083700    | Inscrit      | 1925  |      |